# Drahovice
Drahovice (německy Drahowitz) jsou místní částí města Karlových Varů. Leží na východě od centra města a jsou ohraničeny řekou Ohří a Hřbitovní ulicí. V roce 2007 tu podle Radničních listů žilo 7647 obyvatel ve 677 domech.
Důležitým silničním tahem je silnice I/6 (E48).

## Historie
Sídlo Drahovice bylo již v roce 1293 připojeno k sedleckému kostelu. Stával zde opevněný šlechtický dvorec Václava Hýzrleho (později zvaný Schindlerův dvorec), který v roce 1906 vyhořel. Dvorec se nacházel přibližně v místech dnešní ubytovny Drahomíra. Dvorec později připadl loketskému zemskému soudci Štěpánu z Brandenu, který jej roku 1493 prodal Karlovým Varům. Z roku 1434 pochází první písemná zmínka o Drahovicích. V období selských povstání (rok 1680) se zrodila známá drahovická rebelantská tradice.
Na konci 18. století bylo drahovické území na několika místech dotčeno zlatou a cínovou horečkou bez sebemenších náznaků úspěchu. Některá místa ještě dnes připomínají historii, např. Šibeniční vrch, kde byl v roce 1833 postaven dodnes stojící vyhlídkový altán – tempel, na začátku Hřbitovní ulice socha Immaculata Conceptio (Neposkvrněného početí Panny Marie) z roku 1704.
Od roku 1928 jsou Drahovice částí obce Karlovy Vary.

## Přírodní poměry
Drahovice leží dva kilometry východně od centra na svažitém úpatí Tříkřížové a Bukové hory a Věčného života. Obtéká je řeka Ohře.

## Obyvatelstvo
Při sčítání lidu v roce 1921 v Drahovicích žilo 4 577 obyvatel (z toho 2 150 mužů), z nichž bylo 91 Čechoslováků, 4 339 Němců, jeden Žid, tři příslušníci jiné národnosti a 143 cizinců. Převažovali římští katolíci (4 351 osob), 126 lidí se hlásilo k evangelickým církvím, čtyři k církvi československé, 65 k izraelské, dvanáct k nezjišťovaným církvím a devatenáct lidí bylo bez vyznání. Podle sčítání lidu z roku 1930 měla čtvrť 6 198 obyvatel: 213 Čechoslováků, 5 796 Němců, osmnáct Židů, patnáct příslušníků jiné národnosti a 156 cizinců. Počet římských katolíků vzrostl na 5 628, počet lidí bez vyznání na 255 a evangelíků na 190. K církvi československé se hlásilo 22 lidí, šest obyvatel k nezjišťovaným církvím a 97 lidí bylo židy.
| Rok            | 1869 | 1880 | 1890  | 1900  | 1910  | 1921  | 1930  | 1950  | 1961  | 1970  | 1980  | 1991  | 2001  | 2011  | 2021  |
| -------------- | ---- | ---- | ----- | ----- | ----- | ----- | ----- | ----- | ----- | ----- | ----- | ----- | ----- | ----- | ----- |
| Počet obyvatel | 564  | 773  | 1 077 | 3 363 | 4 338 | 4 577 | 6 198 | 3 837 | 5 122 | 6 958 | 8 126 | 7 971 | 7 957 | 7 667 | 6 796 |
| Počet domů     | 56   | 67   | 80    | 144   | 171   | 200   | 350   | 392   | 392   | 406   | 447   | 471   | 481   | 516   | 516   |

## Části

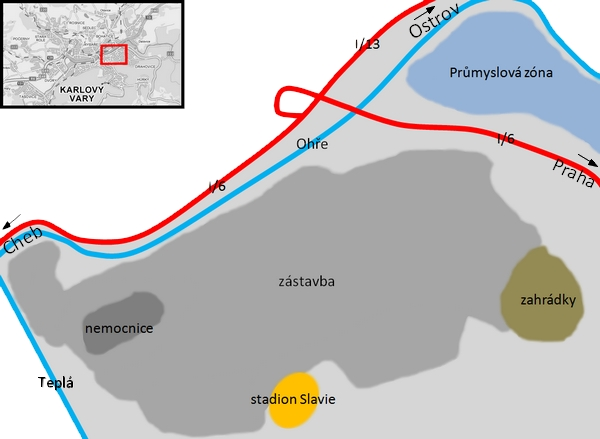
Plán Drahovic

Drahovice se obecně dělí na dolní a horní Drahovice.

## Doprava
Drahovice mají dobrou dopravní obslužnost. Hlavní dopravní tepnou je městský průtah I/6, Mattoniho a Drahomířino nábřeží, ulice Vítězná, Stará Kysibelská a Lidická. Městskou hromadnou dopravu zajišťují linky 5, 17 a 19 v dolních Drahovicích a linky 3, 6 a 15 v horních Drahovicích. Společně pak noční linka 51.

## Služby
V Drahovicích se nachází část pavilonů Karlovarské krajské nemocnice, První české gymnázium v Karlových Varech, Střední pedagogická škola a gymnázium, ZŠ J. A. Komenského, Střední odborná škola stavební, ZUŠ A. Dvořáka, Stadion TJ Slavia, kino Drahomíra (dříve krátce Panasonic), Divadlo Dětí, Divadlo Dagmar, areál Dopravního podniku KV a ČSAD.

## Pamětihodnosti
- Zbytky drahovického hradiště, které bylo osídleno v pozdní době bronzové a snad i v eneolitu.[7], leží asi jeden kilometr východně od Drahovic
- Ústřední hřbitov s bývalou kaplí, jsou zde mj. hrobky rodin Mattoni, Becherů nebo Puppů; také pohřebiště obětí druhé světové války
- Evangelický hřbitov
- Židovský hřbitov, mj. hrobka rodiny Moserů

## Galerie

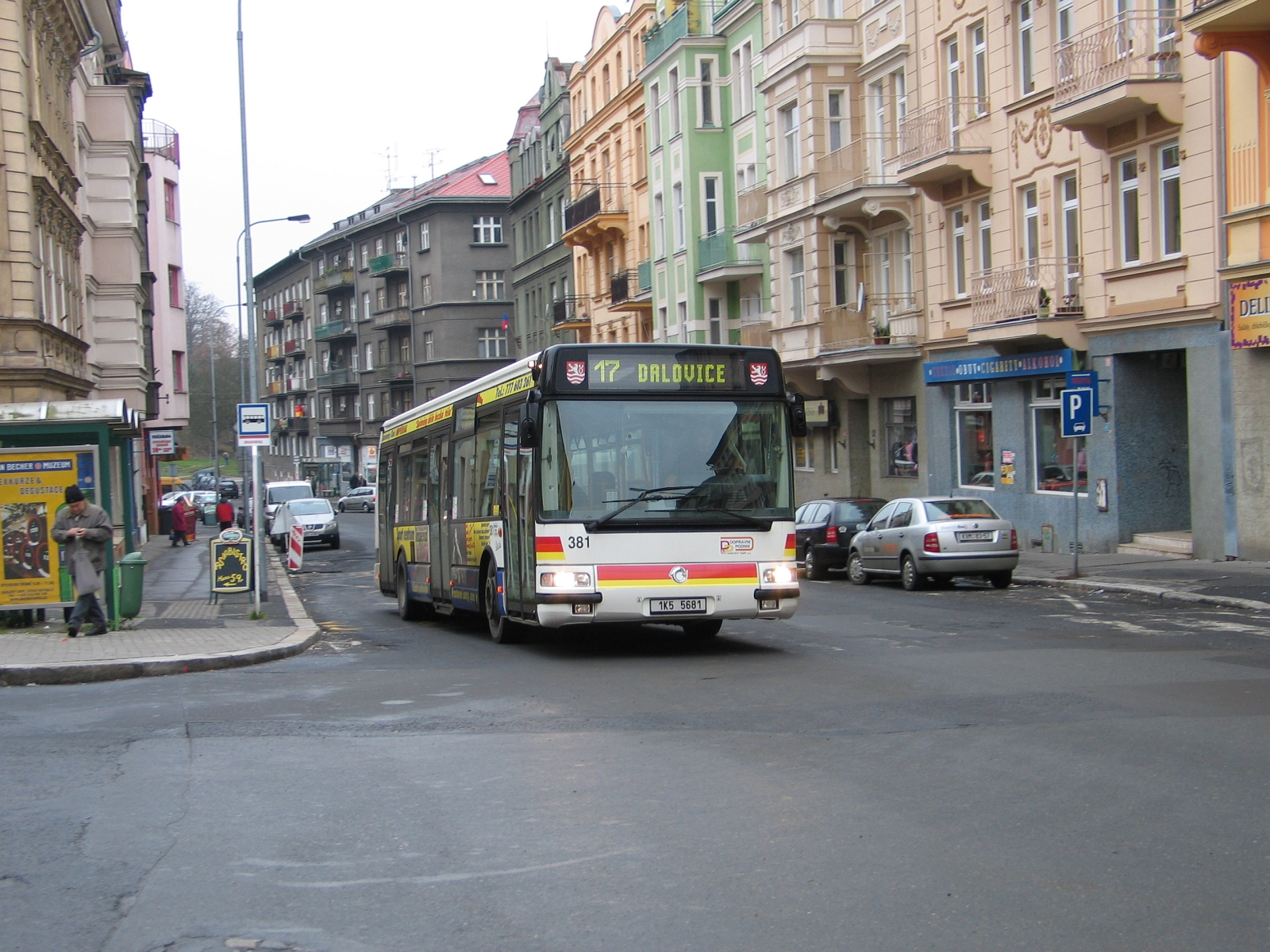
Ulice Vítězná v dolních Drahovicích
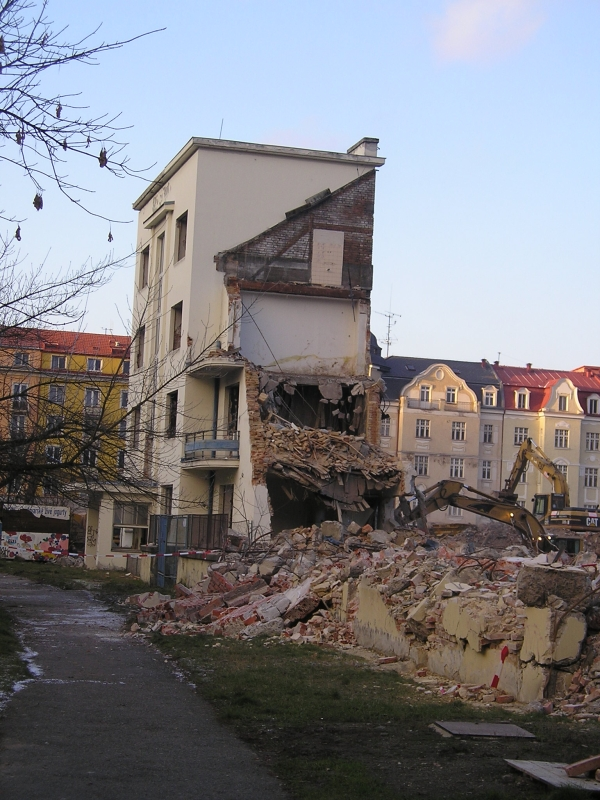
Bourání mlékárny Intermilk navržené architektem Karlem Ernstbergerem
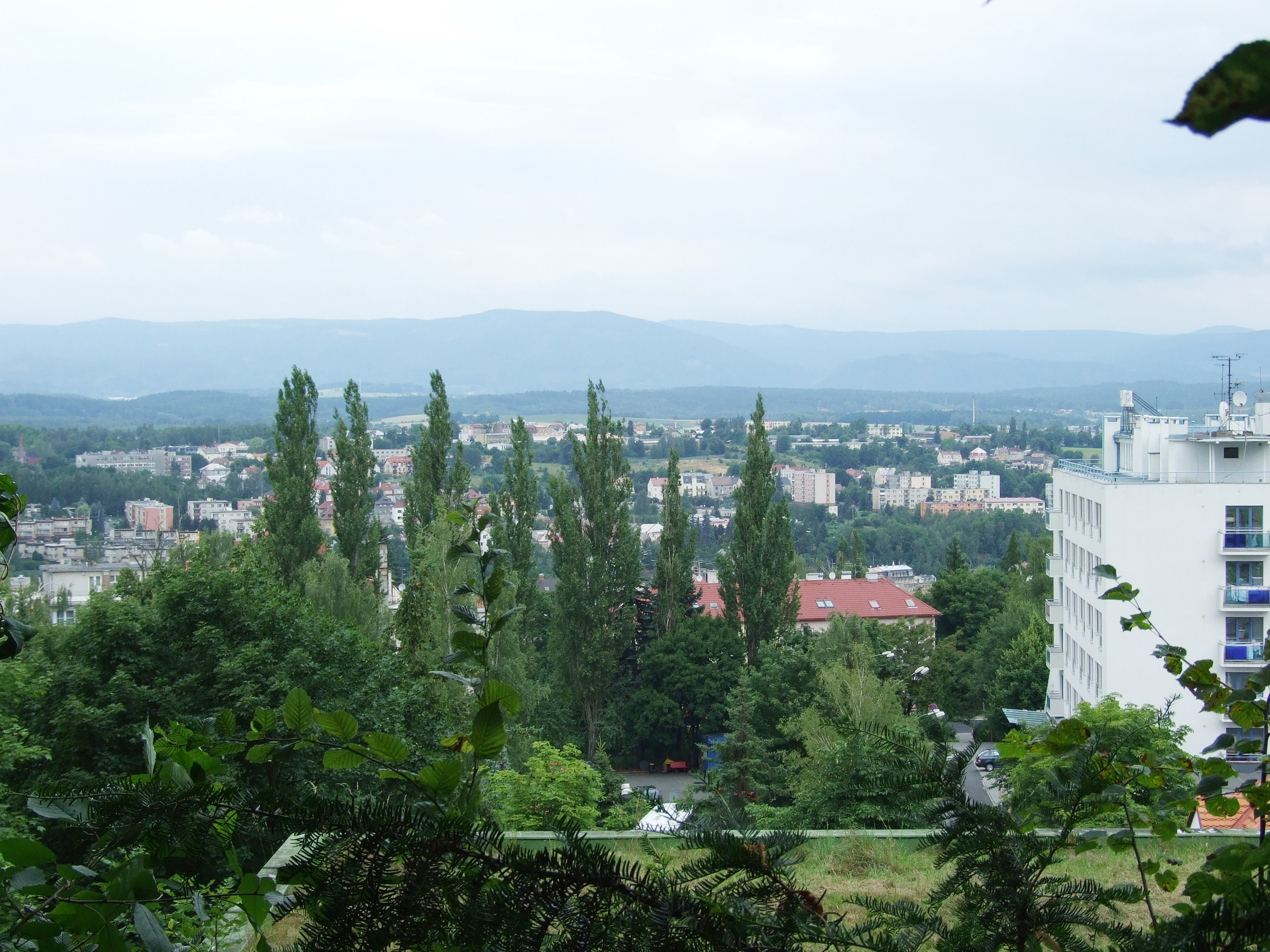
Pohled na Bohatice z Drahovic
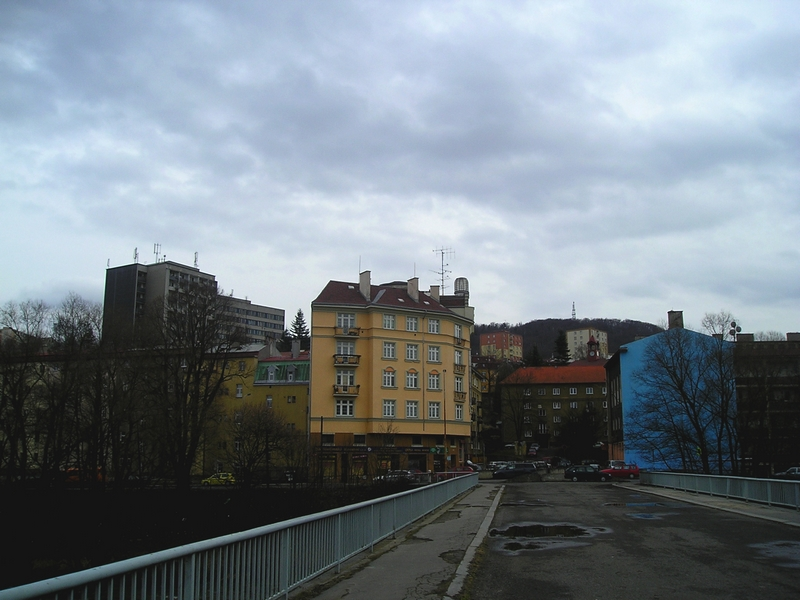
Pohled na dolní Drahovice od řeky (dříve most Patrice Lumumby)
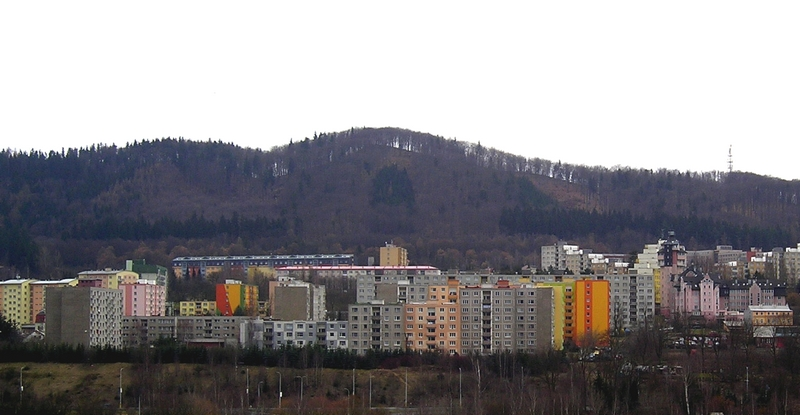
Stará Kysibelská a Úvalská při pohledu z Dalovic